# Ligularia yunnanensis
Ligularia yunnanensis là một loài thực vật có hoa trong họ Cúc. Loài này được (Franch.) C.C.Chang mô tả khoa học đầu tiên năm 1935.